# Kai Kang
Kai Kang (ur. 7 sierpnia 1977) – chiński judoka.
Zajął piąte miejsce na mistrzostwach świata w 1993; uczestnik turnieju w 2001. Startował w Pucharze Świata w 1998 i 2004. Brązowy medalista mistrzostw Azji w 1997 roku.